# Ferenc Szálasi
 Der er for få eller ingen kildehenvisninger i denne artikel, hvilket er et problem. Du kan hjælpe ved at angive troværdige kilder til de påstande, som fremføres i artiklen.

Ferenc Szálasi (6. januar 1897 – 12. maj 1946) var en ungarsk fascistisk politiker. Han var Ungarns regeringsleder fra 1944 til 1945.

## Biografi
Han blev født i det nuværende Slovakiet, som på det tidspunkt var en del af Ungarn, og hans far var soldat, hvilket Szálasi efterfulgte og tjenestegjorde i Østrig-Ungarns hær under Første Verdenskrig som officer.
Han overføres til generalstaben i 1925, og i starten af 1930'erne begyndte han at vise interesse for politik. Han blev tilhænger af "ungarnisme", som lå på den ekstreme højrefløj, og hvis vigtigste mål var et Stor-Ungarn, som skulle have de områder tilbage, som landet havde mistet ved Trianon-traktaten.
Szálasi forlod hæren i 1935 for at hellige sig politik komplet og oprettede "Partiet for National Vilje". Det endte dog med at blive forbudt, da den konservative regering, ledet af Miklós Horthy, forbød partiet.
Szálasi var dog langt fra slået, og i 1937 oprettede han Ungarsk National Socialistiske Parti, som dog også endte med at blive forbudt. Szálasi var dog ikke helt uden støtter, han fik den primært fra arbejderne i industrien og de fattige i samfundet.
Efter Anschluss i 1938 blev Szálasi og hans folk endnu mere radikale, og han blev arresteret.
Selv om han sad i fængsel blev han stadigt udnævnt til leder for Pilekorspartiet, som var en koalition af flere forskellige partier fra højrefløjen. Ved valget i 1939 fik partiet 30 sæder, hvilket gav en enorm indflydelse i ungarsk politik.
Szálasi blev løsladt i 1940, men hans glæde var dog kort, da partiet blev gjort ulovligt i foråret 1941. Partiet blev igen lovligt i marts 1944, og i oktober samme år blev Szálasi Ungarns leder på tysk nåde.
Szálasi og Pilekorspartiet stod bag et rædselsregime, som måske var det værste af alle nationerne på tysk side under krigen. Ved krigen afslutning blev Szálasi fanget af amerikanerne, som udleverede ham til Ungarn, hvor han blev henrettet i 1946.